# Розумний інвестор. Стратегія вартісного інвестування
Розумний інвестор. Стратегія вартісного інвестування (англ. The Intelligent Investor: The Definitive Book on Value Investing. A Book of Practical Counsel)  — книга відомого американського економіста та професійного інвестора, якого часто називають «батьком вартісного інвестування» (англ. value investing) Бенджаміна Грехема. Вперше опублікована видавництвом «Harper & Brothers» у 1949 році. Відразу стала бестселером. Українською мовою перекладена та опублікована у 2019 році видавництвом «Наш формат» (перекладач — Олена Кальнова).

## Огляд книги
Сучасний стан справ щодо розвитку ринку є чудовим підтвердженням мудрості стратегій Бенджаміна Грехема. Оновлена версія книги, зберігши цілісність першоджерела, включає коментарі відомого фінансового журналіста Джейсона Цвейга, точка зору якого відображає реалії сьогоднішнього ринку та дає ширше розуміння того, як варто застосовувати принципи Грехема в сучасному світі. Досягнути високих фінансових цілей.

## «Пан Ринок»
«Пан Ринок» (англ. Mr. Market) — улюблена алегорія Грехема, де Пан Ринок — це наполеглива людина, яка кожен день стукає у двері акціонера, пропонуючи продати або купити його акції за різною ціною. Часто пропонована вартість здається адекватною, проте іноді вона виглядає просто смішною. Інвестор може як погодитися із заявленою ціною й укласти з ним угоду, так і повністю його проігнорувати. Панові Ринку все одно — він в будь-якому випадку повернеться на наступний же день, щоб запропонувати нову ціну.
Суть алегорії в тому, що інвестор не повинен звертати увагу на мінливість цього Пана як на основний чинник, що визначає вартість акцій, якими він, інвестор, власне володіє. Перш за все, він має отримувати вигоду з примх ринку, аніж просто брати у них участь. Інвестору автор радить зосередиться на реальній роботі компаній, акціями яких він володіє, та отримувати від цього дивіденди. І зовсім не концентруватися на часто ірраціональній поведінці Ринку.

## Додаткова інформація
«Розумний інвестор» заснований на інвестиційному підході, який Бенджамін Грехем (відомий американський економіст, професійний інвестор) викладав у Колумбійській школі бізнесу в 1928 році, та який із часом удосконалив разом із Девідом Доддом (американський педагог, інвестор, фінансовий аналітик).
Воррен Баффет вважає, що «це найкраща книга з інвестування із усіх написаних». Цю думку також розділяють такі послідовники Грехема, як Ірвінг Кан (англ. Irving Kahn) та Вальтер Шлосс (англ. Walter Schloss).
Наразі книга незмінно присутня в різноманітних топіках книг, рекомендованих інвесторам, є однією з кращих літературних робіт про фінанси XX століття.

## Переклад українською
- Бенджамін Грехем. Розумний інвестор. Стратегія вартісного інвестування / Бенджамін Грехем, Джейсон Цвейг / пер. Олена Кальнова. - К.: Наш Формат, 2019. - ISBN 978-617-7682-28-7.